# Йелланн, Эгиль
Эги́ль Йе́лланн (норв. Egil Gjelland; род. 12 ноября 1973, Восс, Хордаланн) — норвежский биатлонист и тренер, олимпийский чемпион, двукратный чемпион мира.

## Биография
Эгиль начал заниматься биатлоном с 14 лет. Первым достижением стало золото в эстафете на Чемпионате Норвегии среди юниоров 1992 года. Через год на этом же уровне Йелланн завоёвывал серебряную медаль в индивидуальной гонке. В состав взрослой сборной он попал в сезоне 1995/1996 и на Чемпионате мира в Рупольдинге занял четвёртое место в составе эстафетной команды Норвегии. В следующем сезоне у него была серьёзная травма руки, которая не позволила показать хороших результатов в биатлоне. Однако сезон 1997/1998 принёс Эгилю Йелланну первый подиум соревнования этапа Кубка мира, он стал вице-чемпионом Олимпийских игр в Нагано 1998 года, чемпионом мира в командной гонке, а по итогам сезона занял 16-е место. Однако пока наилучшим для него оказался сезон 2001/2002, когда он не только вошёл в число десяти сильнейших биатлонистов мира, но и стал олимпийским чемпионом. В дальнейшем можно отметить сезон 2004/2005, когда Йелланн впервые выиграл индивидуальное соревнование этапа Кубка мира и стал двукратным чемпионом мира.
Завершил карьеру по окончании сезона 2006/2007.
Муж биатлонистки Анн-Элен Шельбрейд, сестры Лив-Грете Пуаре. Дочь Кристи (р.2004).
В мае 2010 стал старшим тренером женской сборной Норвегии, заменив Берланда..